# Westminster (Texas)
Westminster statisztikai település az USA Texas államában, Collin megyében. Lakosainak száma 1035 fő (2020. április 1.).

## Népesség
A település népességének változása:

| 2010 | 861   |
| 2020 | 1 035 |